# 凱倫·澤比
凱倫·艾娃·澤比（Karen Elva Zerby，1946年7月31日—），是家庭國際組織的領導人，該組織最初稱為上帝的兒女。她也被稱為瑪麗亞（Maria）、瑪麗亞媽媽、瑪麗亞·大衛（Maria David）、瑪麗亞·方丹（Maria Fontaine）和瑪麗亞王后（Queen Maria）。

## 簡歷
凱倫·澤比在福音派五旬節教派的家庭中長大。她的父親是一位拿撒勒人會牧師，她被認為是將“‘聖靈引導’的五旬節教派基本原則”帶入她最終領導的運動。
1969年，她加入名為「少年歸主」（Teen for Christ）的團體。她接受過速記員培訓，後來成為該團體創始人大衛·伯格的私人秘書，並在記錄他的課程方面發揮了重要作用。後來他與第一任妻子簡（Jane）分居，澤比成為他的妻子。伯格透過一封名為“舊教會和新教會”的信件向他的追隨者公開解釋了這件事。
到了1980年代中期，澤比開始發布她自己的宗教法令：在組織內部發生性虐待指控後，她於1984年禁止新成員進行性活動，直到他們加入該組織達六個月；並於同年開始用磁帶錄製音樂，提供組織額外的收入來源。1986年，她禁止成人與未成年人發生性接觸；後來，它成為一種可能導致被開除的罪行。在整個1980年代，她規定並強制執行紀律要素，例如，結束一項她認為過於苛刻的兒童培訓計劃。隨著大衛·伯格的健康狀況在1980 年代後期每況愈下，澤比基本上在1988年接管了領導職位。1994年伯格去世後，她與另一位組織負責人史蒂文·凱利（Steven Kelly）結婚，並擔任組織的精神領袖。

## 虐待兒童爭議
1975年，澤比住在西班牙特內里費島時，生了一個兒子瑞奇·羅德里格斯，他將“在末日到來時指導他們所有人”。羅德里格斯的童年（Berg 是他的繼父）被記錄在一本名為《大衛迪托的故事》（The Story of Davidito）的書中，旨在為其他成員如何撫養孩子樹立榜樣。這本書因鼓勵兒童性虐待而備受爭議。根據這本書，澤比從她兒子18個月大起就參與了大衛·伯格對她兒子的性虐待，並允許以類似的方式撫養她7歲的女兒克里斯蒂娜。在此期間，包括澤比在內的該組織領導人物都高度隱秘，居住在偏遠地區，幾乎不為任何人所見。澤比為該組織的追隨者所熟知，主要是透過該組織內部出版物中的卡通，直到2005年她的最新照片才在網路上發布。
2005年1月，羅德里格斯謀殺了前團體成員安吉拉·史密斯（Angela Smith），她曾經是保姆；幾個小時後，羅德里格斯自殺了。在前一天晚上錄製的一段視頻中，“他說他認為自己是一個義務警員，為像他和他的姐妹一樣遭受強姦和毆打的孩子報仇”。顯然，他一直在尋找他的母親和妹妹：“他希望看到他的母親因虐待兒童而受到起訴，並將泰琪（Techi）從該組織中解救出來。”

## 外部連結
- 凱倫·澤比 （页面存档备份，存于）—官網
- xFamily.org Publications Database （页面存档备份，存于）—包含凱倫·澤比、史蒂文·凱利和大衛·伯格的大部分受版權保護的著作